# Sandra Köppen
Sandra Köppen (Potsdam, 15 de mayo de 1975) es una deportista alemana que compitió en judo y sumo.  Está casada con el judoka Wolfgang Zuckschwerdt.
Ganó dos medallas de bronce en el Campeonato Mundial de Judo, en los años 2001 y 2007, y cinco medallas en el Campeonato Europeo de Judo entre los años 1998 y 2003.
Además, en sumo consiguió una medalla de oro en los Juegos Mundiales de 2005, en la categoría de peso pesado.

## Palmarés internacional
| Campeonato Mundial | Campeonato Mundial      | Campeonato Mundial | Campeonato Mundial |
| Año                | Lugar                   | Medalla            | Categoría          |
| ------------------ | ----------------------- | ------------------ | ------------------ |
| 2001               | Múnich (Alemania)       | Medalla de bronce  | +78 kg             |
| 2007               | Río de Janeiro (Brasil) | Medalla de bronce  | +78 kg             |
| Campeonato Europeo |                         |                    |                    |
| Año                | Lugar                   | Medalla            | Categoría          |
| 1998               | Oviedo (España)         | Medalla de bronce  | +78 kg             |
| 1999               | Bratislava (Eslovaquia) | Medalla de bronce  | +78 kg             |
| 2001               | París (Francia)         | Medalla de oro     | Abierta            |
| 2002               | Maribor (Eslovenia)     | Medalla de oro     | +78 kg             |
| 2003               | Düsseldorf (Alemania)   | Medalla de bronce  | +78 kg             |